# Урбан I
Урбан I е римски папа от 222 до 230 г. Идва на папския престол в годината, когато е убит римският император Хелиогабал.
След смъртта на Каликст I на 14 октомври 222 г. е избран на епископ на Рим и според Евсевий (Hist. eccl., VI, 23) оглавява Римскта църква 8 години.
Папа Урбан е погребан в гробницата на Свети Каликст (според други източници – в катакомбите по Виа Апиа). Почитан е от католическата църква като мъченик. Паметта му се почита на 25 май.